# Generație (fizica particulelor elementare)
|          | Generații                                   | Generații                                   | Generații                                |
| 1        | 2                                           | 3                                           |                                          |
| -------- | ------------------------------------------- | ------------------------------------------- | ---------------------------------------- |
| Quarkuri | up {\displaystyle u\,}                      | charm {\displaystyle c\,}                   | top {\displaystyle t\,}                  |
| Quarkuri | down {\displaystyle d\,}                    | strange {\displaystyle s\,}                 | bottom {\displaystyle b\,}               |
| Leptoni  | electron {\displaystyle e^{-}}              | miuon {\displaystyle \mu ^{-}}              | tau {\displaystyle \tau ^{-}}            |
| Leptoni  | neutrin electronic {\displaystyle \nu _{e}} | neutrin miuonic {\displaystyle \nu _{\mu }} | neutrin tau {\displaystyle \nu _{\tau }} |

În fizica particulelor elementare, o generație reprezintă o subdiviziune: între generații, particulele diferă doar prin masă, însă interacțiunile și numerele cuantice sunt identice. Există trei generații, fiecare generație conținând două quarkuri și doi leptoni.